# クラウディオ・ジェンティーレ
クラウディオ・ジェンティーレ（Claudio Gentile, 1953年9月27日 - ）は、リビア・トリポリ出身の元イタリア代表サッカー選手。ポジションはディフェンダー、ミッドフィールダー。

## 人物
執拗なまでのマンマークを武器に「エースキラー」の異名を取ったユヴェントスFC黄金期の中心選手。また、1982 FIFAワールドカップではジーコ（ブラジル）、ディエゴ・マラドーナ（アルゼンチン）といった選手たちを抑え込み、イタリア代表の優勝に貢献した。決勝の西ドイツ戦では、パオロ・ロッシの先制ゴールをアシストした。
2000年から2006年までイタリアU-21代表監督を務め、アントニオ・カッサーノやアルベルト・ジラルディーノら若手選手の育成に尽力した。